# Saponé (département)
Pour les articles homonymes, voir Saponé.
Pour le village chef-lieu, voir Saponé (Burkina Faso).
Saponé est un département et une commune rurale de la province du Bazèga, situé dans la région du Centre-Sud au Burkina Faso.

## Démographie
En 2019, le département et la commune rurale comptait 44 140 habitants.

## Villages
Le département et la commune rurale de Saponé est composé de trente-quatre villages, dont le village chef-lieu homonyme (données de population actualisées issues du recensement général de 2006) :
- Baguemnini (906 habitants)
- Balonghin (1 515 habitants)
- Banébanto (1 315 habitants)
- Bissiga (837 habitants)
- Bonkoré (868 habitants)
- Bonogo (1 622 habitants)
- Boulougou (109 habitants)
- Boulsin (1 217 habitants)
- Damkiéta (902 habitants)
- Damzoussi (717 habitants)
- Dawelgué (289 habitants)
- Diépo (927 habitants)
- Doutinga (522 habitants)
- Karangtanghin (439 habitants)
- Koagma (1 087 habitants)
- Koakin (594 habitants)
- Kougpaka (1 121 habitants)
- Koumsaga (1 366 habitants)
- Kounda (1 930 habitants)
- Kouri (883 habitants)
- Kuilzili (1 360 habitants)
- Nionsna (1 923 habitants)
- Ouarmini (1 568 habitants)
- Ouidi-Wafé (730 habitants)
- Pazouetfom (237 habitants)
- Pissi (2 023 habitants)
- Sambin (727 habitants)
- Saponé (2 556 habitants), chef-lieu
- Tanghin (1 266 habitants)
- Targho (3 338 habitants)
- Timanemboin (1 275 habitants)
- Toundou (881 habitants)
- Watinga (490 habitants)
- Yansaré (1 097 habitants)

## Géographies

### Localisation
Saponé est situé au Centre-Sud dans une trentaine de kilomètres avec la ville de Ouagadougou.

### Communes limitrophes
Saponé est limité à l'Ouest par la commune de Kayao, au Sud-Est par Toguen, à l'Est par celle de Sapouy et au Nord-Ouest par Tengsobongo.

## Histoire

### Origine du nom Saponé
Saponé fut le lieu d'intronisation du neuvième empereur des Mossi, le Naaba Kuuda (roi tueur), fils de Naaba komdoumbie d'où l'origine du nom Saponé en langue moore qui signifie « rasez-lui la tête » en français.
En 1358, Naaba koudoumbie rejoint les ancêtres. Son fils Naaba Kuuda était en ce temps en conquête vers le sud à la suite d'une invasion d'un autre peuple. Les sages notables réunis en conseil décident d'envoyer des hommes à sa recherche. L'ordre était de lui raser la tête dans le lieu où on le trouverait. il a été retrouvé dans le site actuel du Saponé-Marché qui fut nommé ainsi depuis l'ordre donné aux notables.

### Le chapeau de Saponé

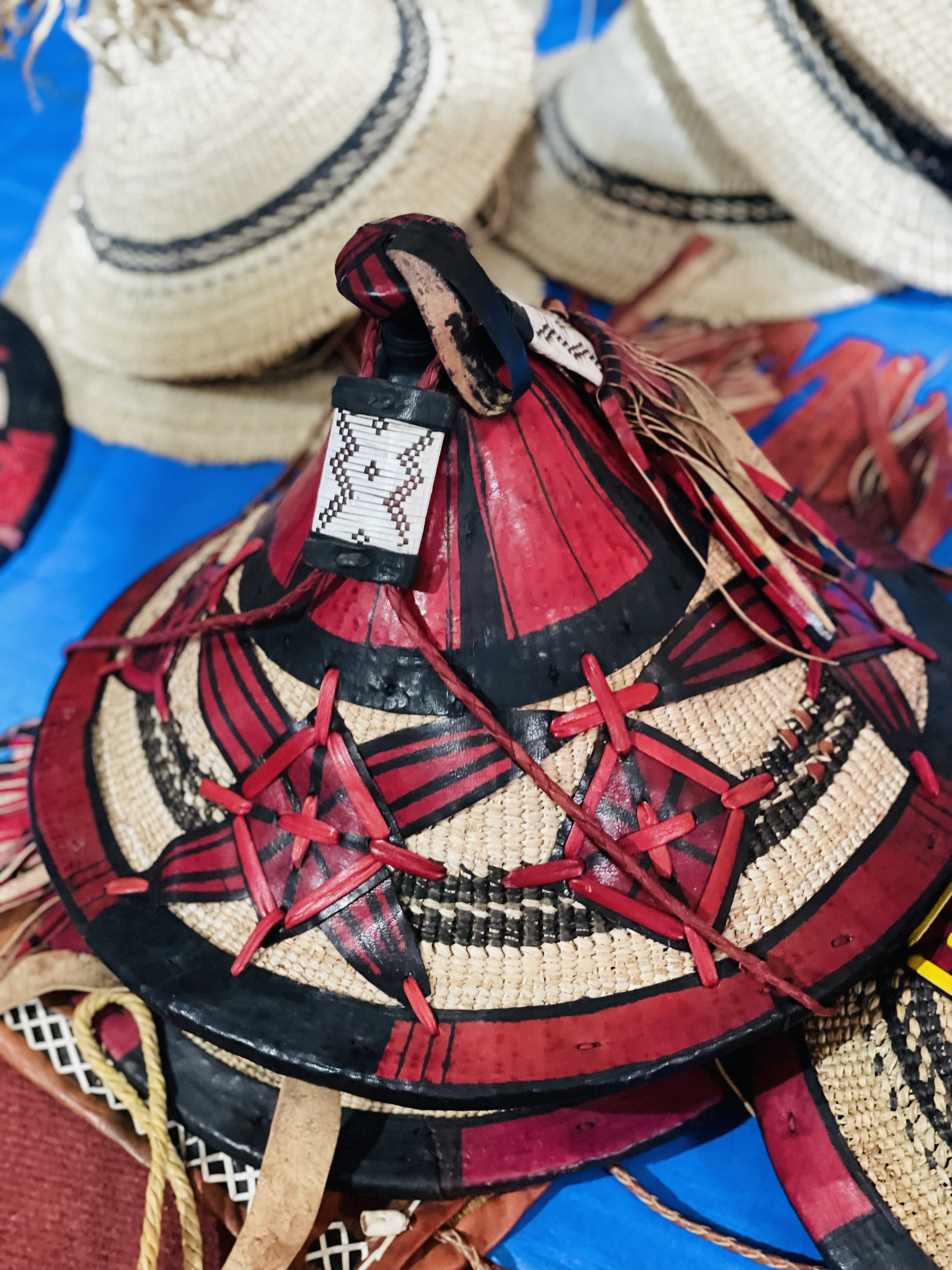

Après avoir rasé la tête du Naaba, celui-ci réclame un chapeau pour se couvrir la tête à cause du soleil. C'est ainsi que naquit le fameux chapeau de Saponé devenu un emblème national.
La cérémonie officielle de remise du certificat de labellisation fut donné le 12 avril 2O22 à Ouagadougou sous le patronage du ministre du développement industriel, du commerce, de l'artisanat et des petites et moyennes entreprises.